# Turkish-Airlines-Flug 487
Am 29. Oktober 1998, dem 75-jährigen Jubiläum der türkischen Republik, entführte ein mit einer Handwaffe und Granate bewaffneter Mann eine Boeing 737-400 auf dem Turkish-Airlines-Flug 487, die von Adana nach Ankara-Esenboğa fliegen sollte. Der Entführer gab an, gegen den „schmutzigen Krieg“ der türkischen Regierung gegen ethnische Kurden in der Türkei zu protestieren. Der Pilot las eine Erklärung des Entführers vor, der forderte, nach Lausanne in die Schweiz gebracht zu werden, weil dort der moderne türkische Staat in einem 75 Jahre zuvor unterzeichneten Vertrag geschaffen wurde. Der Entführer stimmte jedoch der Bitte des Piloten zu, zum Auftanken in Sofia zu landen. Stattdessen landete der Pilot jedoch gegen 21:00 Uhr in Ankara, ohne Wissen des Entführers. Nach 7 Stunden erfolgloser Verhandlungen wurde das Flugzeug gegen 04:00 Uhr von Spezialkräften durch eine der hinteren Türen gestürmt und der Entführer im Cockpit erschossen. Es gab keine weiteren Todesopfer oder Verletzten. Es ist nicht bekannt, ob der Entführer allein oder im Auftrag der PKK handelte.